# Macroscelides micus
Macroscelides micus – endemiczny gatunek niewielkiego, naziemnego ssaka łożyskowego z podrodziny Macroscelidinae w obrębie rodziny ryjkonosowatych (Macroscelididae) zamieszkującego tereny północno-zachodniej Namibii. Po raz pierwszy gatunek został opisany w 2014.

## Systematyka
Gatunek został odkryty po przeprowadzeniu wstępnych badań morfologicznych eksponatów przechowywanych w California Academy of Sciences w San Francisco. Naukowcy zwrócili uwagę na stonowaną, rdzawą barwę futra kilku okazów, która różniła się od wybarwienia znanych dotychczas gatunków ryjkonosów, które zaliczane są do kladu Afrotheria grupującego ssaki wywodzące się z kontynentu afrykańskiego: trąbowce, brzegowce, góralkowce, rurkozębne, ryjkonosowate oraz afrosorkowce (tenrekowate i złotokrety). W okresie od czerwca 2005 do sierpnia 2011 zoolodzy schwytali w Namibii 21 okazów analizowanych zwierząt. Na podstawie badań filogenetycznych z wykorzystaniem mitochondrialnego genu cytochromu b i cząsteczki 12s rRNA zwierzęta te zaklasyfikowano do nowego gatunku. Po raz pierwszy zgodnie z zasadami nazewnictwa binominalnego został on opisany w 2014 na łamach „Journal of Mammalogy” przez zespół: John P. Dumbacher, Galen B. Rathbun, Timothy O. Osborne, Michael Griffin i Seth J. Eiseb. Miejsce typowe to około 10 km na południe od południowo-zachodniej formacji Mikberg (20°43′41,2″S 14°07′49,8″E/-20,728100 14,130500), na wysokości 720 m n.p.m., dystrykt Kunene, Namibia. Holotyp to dorosła samica, na którą składa się przygotowana skóra muzealna, czaszka, cały szkielet pozaczaszkowy oczyszczony z tkanek miękkich, tkanka (mięśnie i wątroba) zakonserwowana w alkoholu i zamrożone (sygnatura CAS MAM 29679) ze zbiorów California Academy of Sciences.
Jest gatunkiem sympatrycznym w stosunku do siostrzanego taksonu ryjoskoczków Macroscelides flavicaudatus. W przeciwieństwie do swoich kuzynów zasiedlają jednak dolne partie stoków u podnóża wzgórz i gór formacji geologicznej Etendeka, podczas gdy M. flavicaudatus wybierają gleby osadowe i obszary dolin rzecznych.
Autorzy Illustrated Checklist of the Mammals of the World uznają ten gatunek za monotypowy. 

### Etymologia
- Macroscelides: gr. μακροσκελής makroskelēs „długonogi”, od μακρος makros „długi”; σκελος skelos „noga”; -οιδης -oidēs „przypominający”[8].
- micus: gr. μικρος mikros „mały”[1].

## Morfologia
M. micus jest ssakiem małym – najmniejszym przedstawicielem rodziny ryjkonosowatych. Tułów z głową i ogonem osiąga około 186 mm długości. Naukowcy podkreślili ten fakt, nadając epitet gatunkowy micus, który pochodzi od greckiego słowa „mikros”, które oznacza „mały”. Zwierzę ma stosunkowo długi ogon, którego wymiar równy jest długości tułowia wraz z głową. Skóra M. micus jest pozbawiona pigmentacji, więc ma barwę różową, a sierść w części grzbietowej wybarwiona na kolor rdzawy.
| Część ciała   | wymiar średni | przedział  |
| ------------- | ------------- | ---------- |
| tułów z głową | 9,25 cm       | 8,5–10 cm  |
| ogon          | 8,9 cm        | 8,2–9,7 cm |
| masa ciała    | 31 g          | 19-43 g    |

## Występowanie
M. micus występuje na terytorium regionu Kunene w Namibii, zamieszkuje dolne partie stoków u podnóża wzgórz i gór formacji geologicznej Etendeka, około 10 km od terenu formacji Mikberg, na wysokości 720 m n.p.m.